# Symmachia rita
Symmachia rita is een vlindersoort uit de familie van de prachtvlinders (Riodinidae), onderfamilie Riodininae.
Symmachia rita werd in 1887 beschreven door Staudingerl.